# Талмид хахам
Талмид хахам (ивр. תַלְמִיד חָכָם‎, множеств. число תלמידי חכמים‎; буквально «ученик мудреца») — почётный титул лиц, сведущих в Торе, раввинистический учёный.

## Требования
Главное, что делает человека талмид-хахамом, — это знание Танаха и всего Устного Закона («Мишна, Талмуд, Галаха и аггадот»).
Кроме учёности, необходим также «шиммуш хахамим» («служение мудрецам») и «ират шамаим» (буквально «страх неба», «богобоязненность»).
Согласно талмуду, «Если человек учил Письменный Закон и Устный Закон, но не исполнил шиммуш талмидей хахамим — он всё ещё остаётся ам ха-арец [простонародьем]».
Согласно списку Рава, талмид-хахам должен
- уметь писать священные свитки (Соферон),
- производить убой ритуальный (шхита) и обрезание,
- вязать узел тфиллин и цицит
- произносить брахот во время свадебной церемонии.

В Талмуде указывается, чего должен избегать Талмид хахам, a именно:
- сидеть в обществе невежд,
- ходить одному ночью,
- носить истоптанную обувь,
- оставаться последним в бейт-мидраше,
- разговаривать с женщиной на улице, даже с женой[5].

Он имеет право отказаться быть свидетелем на суде в гражданском деле, если судья уступает ему в познаниях.
Р. Иоханан говорит, что можно назначить на должность «парнеса» лишь того Талмид хахама, который может дать ответ на все галахические вопросы, даже такие, которые имеют отношение к незначительному трактату «Калла»

## Статус
В Средние века Талмид хахам пользовались полным доверием со стороны своих единоверцев, советовавшихся с ними не только в религиозных делах, но и в мирских. Если даже Талмид хахам не занимал никакой официальной должности в общине, ему принадлежал надзор за культом, он определял время и характер богослужений, проверял весы и меры и т. д.
Чтобы дать возможность Талмид хахам полностью предаваться науке, еврейское законодательство освобождало его от податей и других повинностей. Этот обычай сохранялся и в средние века в общинах ашкеназов и сефардов.
Талмид хахаму предписывается поддерживать свой престиж, не ронять своего достоинства, требовать выражения внешнего почтения, так как в его лице возвеличивается или уничижается Тора.